# 民族誌
民族誌（みんぞくし、英語: ethnography）は、フィールドワークに基づいて人間社会の現象の質的説明を表現する記述の一種。民族誌学（みんぞくしがく）とも。英語の ethnography は、ギリシア語のethnos＝国民・民族と、graphein＝記述に由来する。
民族誌は、あるシステムの様々な特性は、お互いに関係があり、単独では必ずしも正確に理解できないという考えに基づいた総合的な調査の結果である。
このジャンルは、形式と歴史において旅行記及び植民地政府の報告書の系譜を引く。いくつかの学問の伝統、特に構造主義と相対論的パラダイムにおいては、有効な研究方法として民族誌的な研究が要求される。

## 文化人類学および社会人類学
文化人類学および社会人類学は民族誌の周辺で発展してきた。例えばブロニスロウ・マリノフスキーの『西太平洋の遠洋航海者』、エドワード・エヴァン・エヴァンズ＝プリチャードの『ヌアー族』、マーガレット・ミードの『サモアの思春期』、グレゴリー・ベイトソンの『ナヴェン』といった文化人類学の規範的なテキストは、大部分が民族誌である。文化・社会人類学者は今日でも、実際に民族誌的調査を行うことに非常に高い価値をおいている。
文化人類学の中には、民族誌の下位ジャンルがいくつかある。1950年代末から1960年代初頭にかけて、人類学者は民族誌的調査の性質を自覚的に晒した「告白的な」民族誌を記し始めた。有名な例にはクロード・レヴィ＝ストロースの『悲しき熱帯』、ケネス・リードの『The High Valley』、デイビッド・メイバリー＝ルイスの『The Savage and the Innocent』、ややフィクション化されたエレノア・スミス・ブラウン（ローラ・ボーエン）の『Return to Laughter』などがある。後の「再帰的な」民族誌においては、民族誌家は、自分が受け止めた文化の相違を記述することで、文化の相違を翻訳するための技術を洗練させた。有名な例としてポール・ラビノウ『異文化の理解』、ジャン=ポール・デュモン『The Headman and I』、そしてヴィンセント・クラパンザーノ『精霊と結婚した男』がある。
1980年代には、文学理論とポストコロニアル/ポスト構造主義の考え方の広範な影響のもと、民族誌のレトリックは学問領域の内部において厳しい精査を受けた。「実験的」民族誌は、文化人類学の動揺を露わにした。これには、マイケル・タウシグ 『Shamanism, Colonialism, and the Wild Man』、マイケル・MJ・フィッシャー、メフディ・アベディ『Debating Muslims』、キャサリン・スチュアート『A Space on the Side of the Road』、キム・フォータン『Advocacy after Bhopal』が含まれる。
クリフォード・ギアツのように、人類学者はフィールドワークに基づいた民族誌を通して文化の多様性を研究し、解釈する。それは、特定の文化、社会もしくは共同体の詳細な報告を提供する。フィールドワークではたいてい1年以上どこかの社会に入り込み、地元の人間と暮らし、彼らの生活様式を学ぶことが必要である。民族誌家は、参与観察者である。彼らは、研究対象である事象に参与することで、その地域特有の振る舞いや思考を理解する。

## その他の関連分野
社会学やカルチュラル・スタディーズにおいてもまた民族誌が作られる。都市社会学とシカゴ学派は特に民族誌的調査と関係が深い。しかし、最もよく知られている例（ウィリアム・フート・ホワイトの『ストリート・コーナー・ソサイエティ』や、クレア・ドレイクの『Black Metropolis』など）は、偶然シカゴ大学の社会学部にいた人類学者のロイド・ワーナーの影響を受けている。
シンボリック相互作用論は同じ伝統から発展し、ファンタジーロールプレイングゲームの初期の歴史を記したグレイ・アラン・ファインの『Shared Fantasy』などいくつかの優れた社会学的民族誌を世に出した。
しかし、社会学内部の多くの下位分野や理論上の展望が民族誌的方法を用いたとしても、民族誌はこの学問分野にとっては、文化人類学のような必須条件ではない。
教育学、民族音楽学、パフォーマンス研究、民俗学は、民族誌を広範に用いている他分野である。アメリカの人類学者のジョージ・スピンドラー（スタンフォード大学）は、民族誌的な方法論を教育の場に適用した先駆者であった。ジェームズ・スプラッドレイは、特に1979年に発行された著作『The Ethnographic Interview』でよく知られたもう一人の民族誌家である。
民族誌的な方法は、ビジネスセッティングを調査するのに用いられている。労働者、管理者などのグループは、一般の社会制度に参加している異なる社会カテゴリーである。各々のグループは、異なる特徴的な態度、行動パターンと価値を示す。
イリノイ大学アーバナ・シャンペーン校のように、大学において、人文科学の学部生の研究を奨励する技術として徐々に民族誌の方法を用いるようになってきている。例えば、大学における民族学（EOTU）プログラムは、UIUCの学部生の研究を後援して、UIUCのコミュニティに向けて、ウェブでアクセスできるようにアーカイブ化している。EOUTは、研究機関としての大学が調査を実施することにどのような意味があるのかに関心のある学生、スタッフ、および教授たちにとっての学習グループとしても機能している。
ダニエル・ミラーやメアリー・ダグラスのような人類学者は、民族誌的なデータを用いて消費者と消費に関する学問的な疑問に答えた。消費者と消費について理解するために民族誌的手法の利用が増加していることで示されるように、企業もまた、民族誌家が人々がどのように製品とサービスを使うのかを理解するため、あるいは新製品の開発のために有効であると気付いている。新製品の開発に関しては、時として「デザイン民族誌」と呼ばれる。インテルとマイクロソフトが共催している最近の「工業における民族誌的実践会議」 (Ethnographic Praxis in Industry = EPIC) は、その証拠である。現実の経験に対する、民族誌のシステマティックで包括的なアプローチは、言明されない欲求や製品を取り巻く文化的実践を理解するためにその方法を用いている製品開発者によって評価されている。
人々が本当は何をするのかについて、フォーカスグループがマーケッターに情報を伝えられない場合、民族誌は、自己申告のフォーカスグループのデータだけに頼ることから来る落とし穴を避けて、人々が言うことと実際にやることとを結びつける。

## 技法
- 日々の振る舞いを直接観察すること。これは参与観察を含む。
- 異なる堅苦しさのレベルにある人との会話。これにはちょっとしたお喋りから長時間の聞き取り調査を含む。
- 系譜学的手法。これは、民族誌家が図と記号を使って、親族・相続・婚姻の関係を発見し記録するための一連の手順である。
- 共同体での生活の一定の範囲について、重要な相談相手との詳細な作業。
- 徹底的な聞き取り調査。
- 地域特有の信念と認識の発見。
- 問題志向型の調査。
- 長期の調査。これは一つの地域についての長期の継続的な研究である。
- チームでの調査。
- 事例研究。

これらの技法の全てが民族誌家に使われているわけではないが、聞き取り調査と参与観察は最も広く用いられている。